# 赤道儀式架台

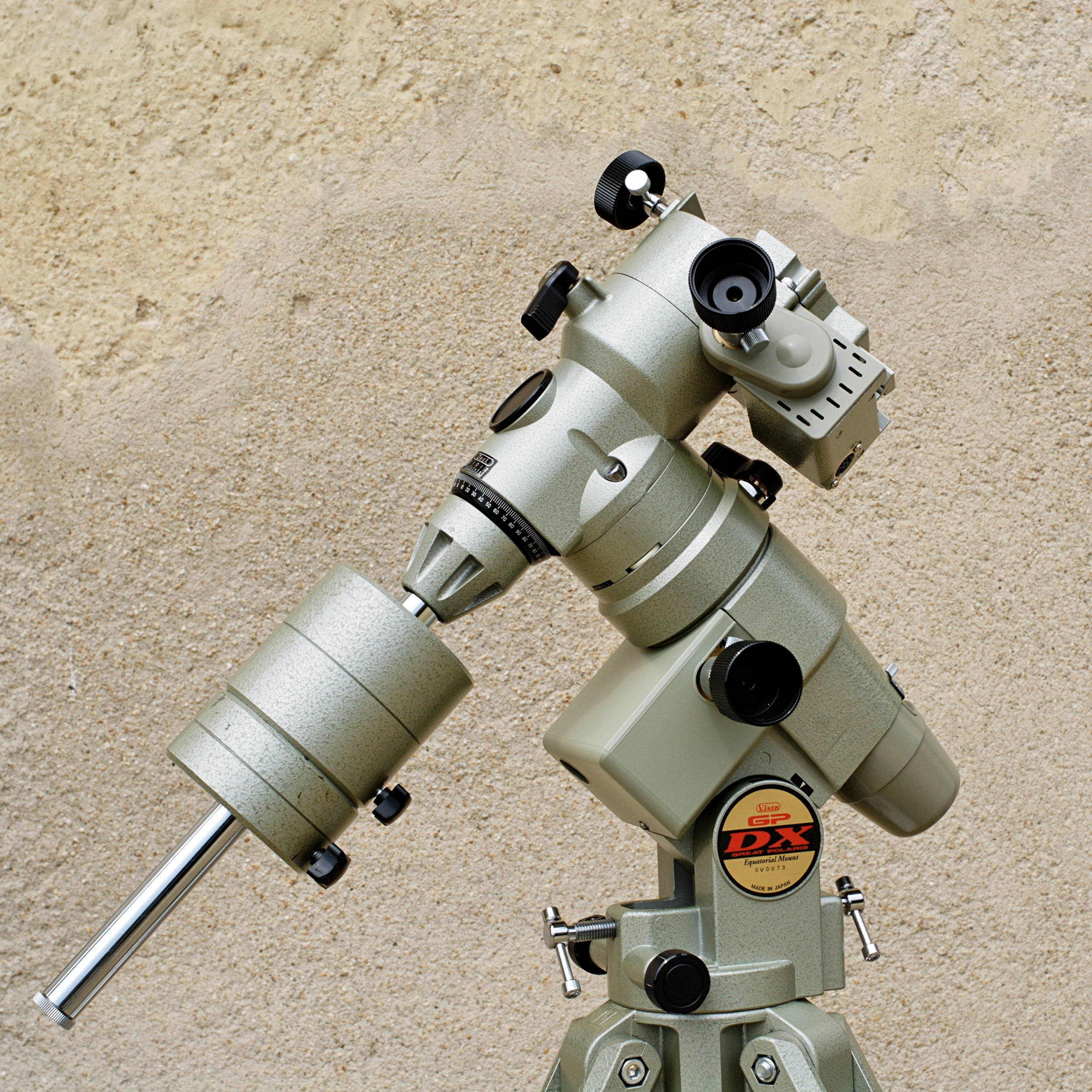
ドイツ式赤道儀

赤道儀式架台（せきどうぎしきかだい、英: Equatorial mount）とは、極軸=赤経軸と、それに直交した赤緯軸の2軸で構成された架台である。

## 概要
天体の日周運動を追尾するための回転軸をもった、天体望遠鏡（用）の架台。天体望遠鏡専用の架台であり、フィールドスコープ（地上のものを見るための望遠鏡）には用いない。
極軸は水平に対して観測地の緯度と等しい角度に傾け、地球の自転軸と平行に据え付け、極軸を星の運動と同速の23時間56分4秒/周で回転させると星の日周運動を打ち消すことができ、長時間の観測や写真撮影を楽にできる。（なお「打ち消すことができる」と言う表現は、やや分かりにくい表現でもあろうかと思われるので、念のためにもう少し分解して解説すると、空の星が実際に動かなくなる、というわけではなく、「日周運動に沿って望遠鏡の視野を動かすことで、その視野内での星の位置を動かないようにできる」といった意味である。）特に天体写真の撮影は赤道儀なしではほとんど不可能に近い。極軸の目盛りは1周24時間の目盛りが刻まれている場合が多い。時角目盛りと赤経目盛りがあり、北半球で望遠鏡を西に回した時に数字が増えるなら時角目盛り、減るなら赤経目盛りである。両方刻んだ製品もある。極軸はウォームギヤで全周微動になっている。
極軸の回転には微動ハンドルを手動で行う場合のほか、錘と振り子による運転時計や、モータードライブを使用する場合もある。両軸ともモーターを取り付け、コンピューターにより赤経赤緯を指定することにより目標天体を比較的簡単に導入できる装置も販売されている。
赤緯軸は極軸と直角である必要があるが、小型望遠鏡で誤差があってもそれほど大きな問題にはならない。据え付け式の大型赤道儀では天の北極近辺の観測に支障が出る。赤緯軸はウォームギヤで全周微動になっている場合とスプリング式で部分微動にとどまる製品がある。

## 極軸合わせ
観測前に極軸を北半球の場合天の極へ向けて据え付ける必要がある。

## 種類
主に以下のような種類がある。

### ドイツ式赤道儀架台

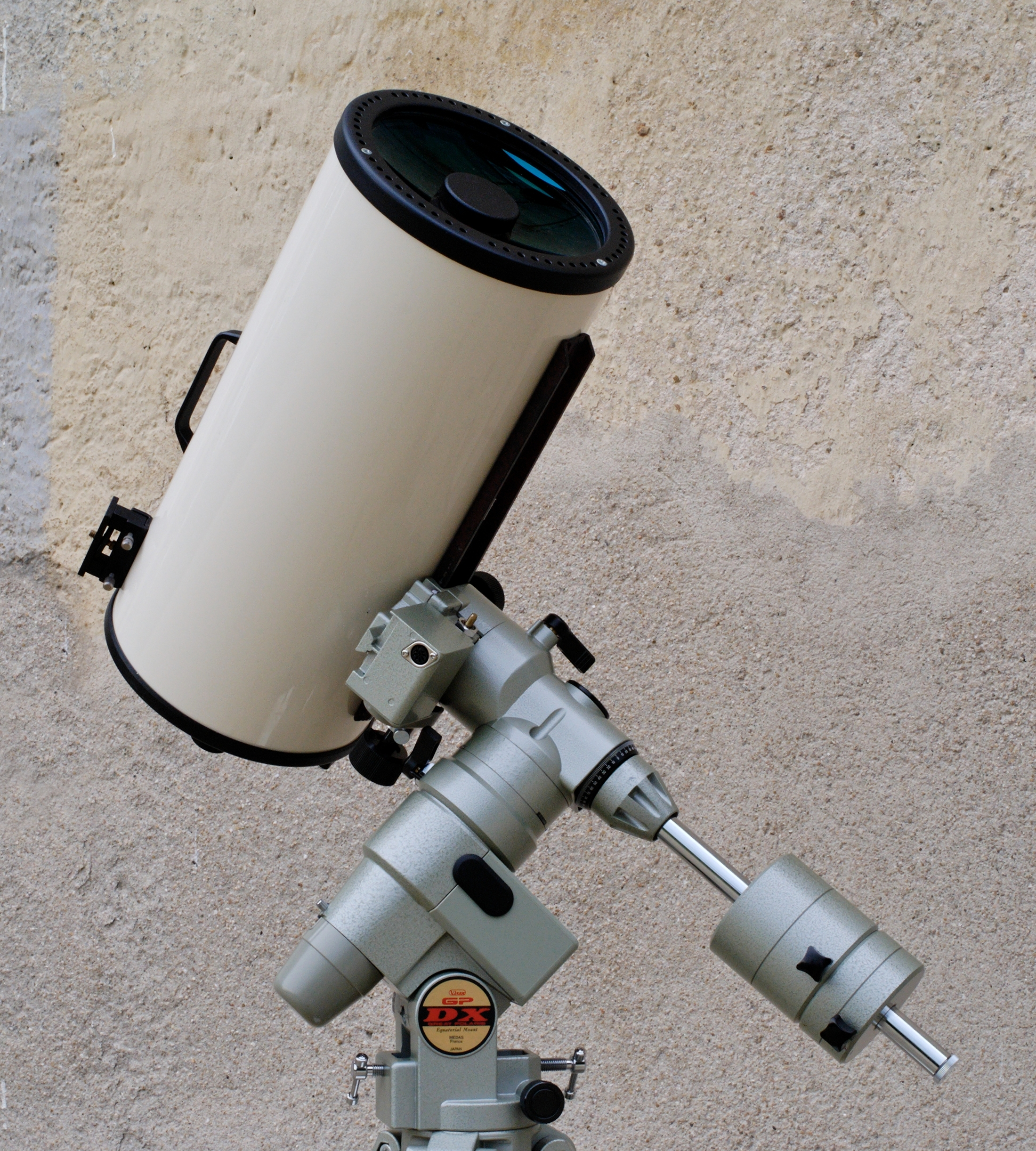
ドイツ式赤道儀

小型の望遠鏡で赤道儀式架台を使う場合ほとんどこれである。

### イギリス式赤道儀架台

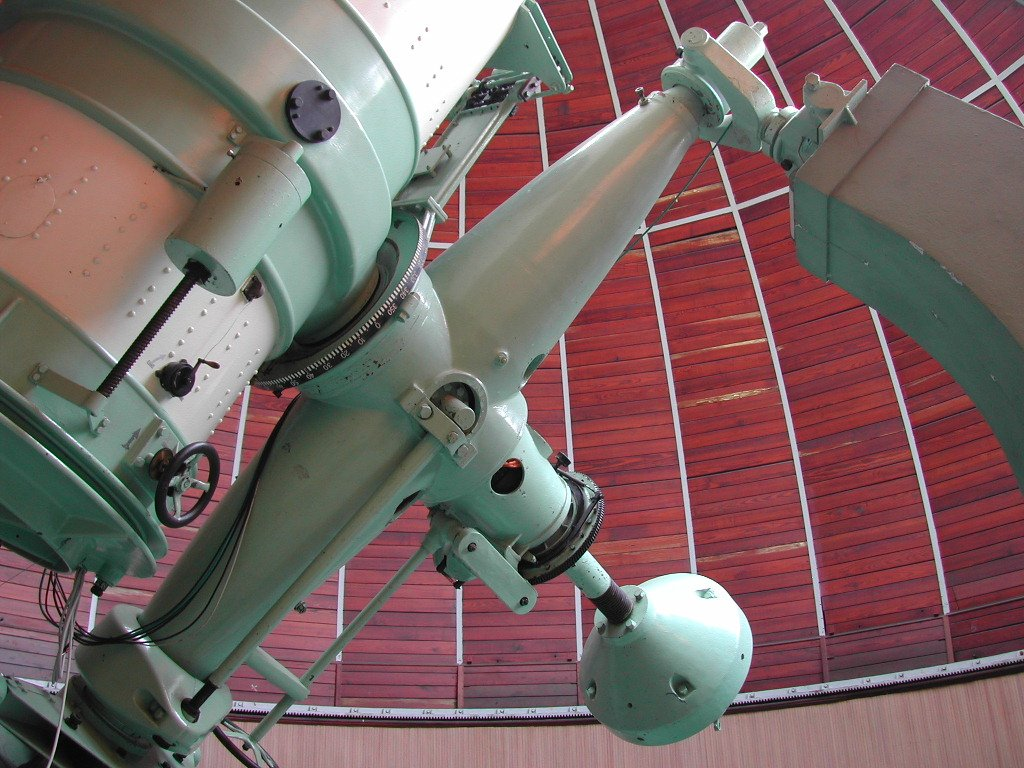
イギリス式赤道儀

ドイツ式の極軸方向を延長して2点で極軸を支える方式である。

### フォーク式赤道儀架台

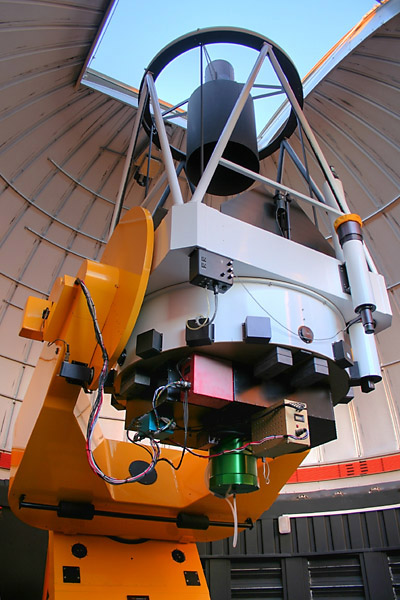
フォーク式赤道儀

U字型のアームの間に鏡筒を取り付け、U字アームが極方向に回転する方式。鏡筒が短い望遠鏡に適する。最近の50cmクラス公共天文台のほとんどはフォーク式赤道儀である。また、一般的なフォーク式では鏡筒を左右両側で支持するが、片側のアームを省略し、1箇所で支持する「片持ちフォーク式」も存在し、軽量な鏡筒の望遠鏡に用いられることがある。

### ヨーク式赤道儀架台
フォーク式のU字を極方向に延長し極軸を2点で支持する方式である。大型となり設置スペースを要するため小型望遠鏡では使われない。また極方向とその周辺が観測できない。

### 馬蹄式赤道儀架台

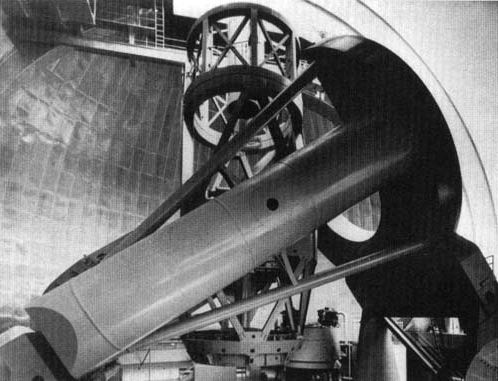
馬蹄式赤道儀

ホースシュー式ともいう。ダブルヨーク式の極付近の死角をなくすよう工夫された形式である。パロマー天文台200インチ望遠鏡がこの形式を採用した。

### フランス式赤道儀架台
ナスミス式望遠鏡、クーデ式望遠鏡など望遠鏡の耳軸に光線を導いて観測する形式の望遠鏡に使われる。